# Liste des mémoriaux et cimetières militaires de la Moselle
La liste des mémoriaux et cimetières militaires du département de la Moselle répertorie les cimetières militaires, les mémoriaux ainsi que les stèles, plaques commémoratives et autres monuments qui honorent la mémoire des morts aux combats, des victimes de bombardements ou d’exactions de l'ennemi ainsi que celle de personnels de santé, de chefs militaires ou politiques pendant :
la guerre franco-allemande de 1870 ;
la Première Guerre mondiale ;
la Seconde Guerre mondiale ;
les guerres coloniales (guerre d'Indochine, guerre d'Algérie, combats du Maroc et de Tunisie).
Les lieux sont classés par conflit, par nationalité (pour la Première Guerre mondiale) et par commune.

## Guerre 1870-1871
Le département de la Moselle fut annexé au Second Reich par le Traité de Francfort de 1871 jusque 1918.
| Commune                  | cimetières et monuments commémoratifs | illustration |
| ------------------------ | --- | ------------ |
| Amanvillers              | Carré militaire 1870-1871, tombe de 588 soldats dont 585 inconnus et monuments allemands |              |
| Amnéville                | Cimetière de guerre 1870-1871 |              |
| Ancy-sur-Moselle         | Tombes de 91 soldats allemands |              |
| Ars-Laquenexy            | Monument commémoratif 1870-1871 « Aux soldats français morts sur le territoire de cette commune pour la Patrie 1870 ». |              |
| Ars-sur-Moselle          | Cimetière communal, monument aux morts 1870-1871 (1872) |              |
| Bitche                   | Cimetière communal : monument commémoratif du siège de Bitche |              |
| Bitche                   | Cimetière Saint-Sébastien, tombes de soldats inconnus |              |
| Boulay-Moselle           | Cimetière protestant - Monument commémoratif franco-allemand - tombes militaires |              |
| Châtel-Saint-Germain     | Tombes de 52 soldats allemands. |              |
| Coincy                   | Ferme d'Aubigny : tombes de 46 soldats allemands |              |
| Coincy                   | Ferme de Colombey : tombe d'un nombre indéterminé de soldat |              |
| Forbach                  | Cimetière communal, monument commémoratif 1870-1871 |              |
| Gravelotte               | Stèle à la mémoire de la Bataille de Gravelotte du 18 août 1870. |              |
| Gravelotte               | Cimetière de guerre franco-allemand: tombes d'officiers allemands et français, ossuaire et Halle du Souvenir. |              |
| Gravelotte               | Monuments commémoratifs allemands |              |
| Marange-Silvange         | Tombes de 291 soldats non-identifiés |              |
| Mey                      | Cimetière français et allemand tombes collectives de 20 soldats allemands |              |
| Moyeuvre-Grande          | Tombes de 42 soldats allemands |              |
| Noisseville              | Cimetière militaire et monument du Souvenir Français, inauguré en 1908 et décoré par le sculpteur Emmanuel Hannaux commémore la Bataille de Noisseville qui se déroula les 31 août et 1er septembre 1870. Pour son centenaire, un timbre a été émis en 2008. |              |
| Nouilly                  | tombes de 20 soldats allemands |              |
| Rezonville               | Monument allemand 1870 |              |
| Rezonville               | Monument allemand 1870 |              |
| Rezonville               | Monument allemand 1870 |              |
| Saint-Privat-la-Montagne | Monument allemand de la Bataille de Saint-Privat |              |
| Sainte-Marie-aux-Chênes  | Cimetière militaire allemand, rue d'Aquitaine |              |
| Sainte-Marie-aux-Chênes  | Cimetière militaire allemand, rue de Metz : tombes de 25 soldats allemands |              |
| Sainte-Marie-aux-Chênes  | Cimetière militaire allemand, rue Rabelais : tombes de 16 soldats allemands |              |
| Spicheren                | Croix de Spicheren sur le champ de bataille de 1870. |              |
| Spicheren                | Cimetière militaire français et allemand 1870-1871 |              |
| Spicheren                | Monument allemand Brandenburgische Grenadier-Regiment |              |
| Spicheren                | Monument allemand Niederrheinische Füsilier-Regiment |              |
| Spicheren                | Monument allemand Hohenzollernsche Füsilier-Regiment |              |
| Spicheren                | Monument allemand Brandenburgische Grenadier-Regiment |              |
| Spicheren                | cimetière militaire allemand 1870 |              |
| Talange                  | Ossuaire 1870-1871 |              |
| Thionville               | Cimetière communal : monument aux morts 1870-1871 |              |
| Vantoux                  | Tombe collective allemande 1870-1871 |              |
| Vernéville               | Cimetière communal : carré militaire allemand 1870-1871 |              |
| Vernéville               | Ferme de Chanterenne, monument commémoratif allemand |              |
| Vionville                | Monument commémoratif 1870-1871 |              |
| Vionville                | Monument allemand |              |

## Première Guerre mondiale

### Monuments et cimetières allemands
| Commune                 | cimetières et monuments commémoratifs                                                                    | illustration |
| ----------------------- | --- | ------------ |
| Abreschviller           | Carré militaire allemand de la nécropole nationale de La Valette                                         |              |
| Algrange                | tombes de 30 soldats allemands                                                                           |              |
| Avricourt               | Cimetière militaire allemand                                                                             |              |
| Belles-Forêts (Bisping) | Carré militaire allemand de la nécropole nationale                                                       |              |
| Chicourt                | Ossuaire franco-allemand                                                                                 |              |
| Dieuze                  | carré militaire allemand de la nécropole nationale                                                       |              |
| Féy                     | Cimetière militaire allemand de Féy                                                                      |              |
| Frémery                 | Carré militaire allemand de la nécropole nationale                                                       |              |
| Gosselming              | Cimetière militaire allemand                                                                             |              |
| Lafrimbolle             | Cimetière militaire allemand                                                                             |              |
| Lagarde                 | Cimetière militaire allemand                                                                             |              |
| Metz                    | Carré militaire allemand de la Nécropole nationale de Chambière                                          |              |
| Morhange                | Cimetière militaire allemand de Morhange                                                                 |              |
| Plaine-de-Walsch        | Carré militaire allemand de la nécropole nationale                                                       |              |
| Saint-Avold             | Cimetière militaire allemand                                                                             |              |
| Saint-Quirin            | Ancien cimetière allemand, transféré le 1er octobre 1966 au cimetière militaire de Niederbronn-les-Bains |              |
| Sarraltroff             | Tombes de 92 soldats allemands                                                                           |              |
| Sarrebourg              | Carré militaire allemand de la Nécropole nationale de Sarrebourg - Buhl                                  |              |
| Thionville              | Cimetière militaire allemand                                                                             |              |
| Walscheid               | Cimetière militaire allemand                                                                             |              |

### Monuments et cimetières français
| Commune          | cimetières et monuments commémoratifs                                     | illustration |
| ---------------- | ------------------------------------------------------------------------- | ------------ |
| Abreschviller    | Nécropole nationale de La Valette                                         |              |
| Bidestroff       | Monument à la gloire du XV° Corps - bataille de Dieuze 19 et 20 août 1914 |              |
| Brouderdorff     | Nécropole nationale de Brouderdorff                                       |              |
| Chicourt         | Ossuaire de Chicourt                                                      |              |
| Conthil          | Nécropole nationale de Conthil                                            |              |
| Cutting          | Nécropole nationale de l'Espérance                                        |              |
| Dieuze           | Nécropole nationale de Dieuze                                             |              |
| Lagarde          | Nécropole nationale de Lagarde                                            |              |
| Lidrezing        | Nécropole nationale de Lidrezing                                          |              |
| Metz             | Nécropole nationale de Chambière                                          |              |
| Plaine-de-Walsch | Nécropole nationale de Plaine-de-Walsch                                   |              |
| Riche            | Nécropole nationale de Riche                                              |              |
| Sarraltroff      | Nécropole nationale de Sarraltroff                                        |              |
| Sarrebourg       | Nécropole nationale de Sarrebourg - Buhl                                  |              |
| Sarrebourg       | Nécropole nationale des prisonniers de guerre (1914-1918)                 |              |
| Thionville       | Nécropole nationale de Thionville                                         |              |
| Vergaville       | Nécropole nationale de Vergaville                                         |              |
| Walscheid        | Nécropole de Walscheid                                                    |              |

## Seconde Guerre mondiale
| Commune           | Cimetières et monuments commémoratifs                                                           | Illustration |
| ----------------- | ----------------------------------------------------------------------------------------------- | ------------ |
| Metz              | Nécropole nationale de Chambière                                                                |              |
| Montigny-lès-Metz | Monument « L'homme face à la vie et à la mort »                                                 |              |
| Sarrebourg        | Nécropole nationale de Sarrebourg - Buhl                                                        |              |
| Spicheren         | Cimetière militaire allemand                                                                    |              |
| Thionville        | Stèle aux hommes du 3e régiment de cavalerie (1er septembre 1944)                               |              |
| Thionville        | Stèle aux soldats américains et aux résistants mosellans morts pour la Libération de Thionville |              |

## Guerres coloniales

### Indochine
| Commune | cimetières et monuments commémoratifs | illustration |
| ------- | ------------------------------------- | ------------ |
|         |                                       |              |

### Afrique du Nord (Algérie-Tunisie-Maroc)
| Commune | cimetières et monuments commémoratifs | illustration |
| ------- | ------------------------------------- | ------------ |
|         |                                       |              |